# بوقومورو (تشاد)
بوقومورو هي محافظة فرعية تابعة لمحافظة لوق شاري بإقليم شاري باغورمي في تشاد.
.